# Ruslan Gazzayev
Ruslan Yuryevich Gazzayev (tiếng Nga: Руслан Юрьевич Газзаев; sinh ngày 14 tháng 4 năm 1991) là một cầu thủ bóng đá người Nga. Anh thi đấu cho F.K. Volgar Astrakhan.

## Đời sống cá nhân
Anh là con trai của Yuri Gazzaev.